# Diocesi di Rancagua
La diocesi di Rancagua (in latino: Dioecesis Rancaguensis) è una sede della Chiesa cattolica in Cile suffraganea dell'arcidiocesi di Santiago del Cile. Nel 2022 contava 709.224 battezzati su 936.378 abitanti. È retta dal vescovo Guillermo Patricio Vera Soto.

## Territorio
La diocesi comprende le province cilene di Cachapoal, Colchagua e Cardenal Caro, nella regione del Libertador General Bernardo O'Higgins, ad eccezione della parrocchia di Navidad che appartiene alla diocesi di Melipilla.
Sede vescovile è la città di Rancagua, dove si trova la cattedrale di El Sagrario.
Il territorio si estende su 16.046 km² ed è suddiviso in 67 parrocchie.

## Storia
La diocesi è stata eretta il 18 ottobre 1925 con la bolla Apostolicis muneris di papa Pio XI, ricavandone il territorio dall'arcidiocesi di Santiago del Cile.
Nel 1934 è stato istituito il seminario diocesano, dedicato a Cristo Re.
Il 30 aprile 1970 in virtù del decreto Spirituali Christifidelium della Congregazione per i vescovi ha acquisito il dipartimento di Santa Cruz, che era appartenuto alla diocesi di Talca. Il 18 giugno dello stesso anno ha ceduto invece il dipartimento di Maipo all'arcidiocesi di Santiago del Cile.

## Cronotassi dei vescovi
Si omettono i periodi di sede vacante non superiori ai 2 anni o non storicamente accertati.
- Rafael Lira Infante † (14 dicembre 1925 - 18 marzo 1938 nominato vescovo di Valparaíso)
- Eduardo Larraín Cordovez † (9 luglio 1938 - 2 febbraio 1970 dimesso[2])
- Alejandro Durán Moreira † (2 febbraio 1970 - 30 maggio 1986 dimesso)
- Jorge Arturo Medina Estévez † (25 novembre 1987 - 16 aprile 1993 nominato vescovo di Valparaíso)
- Francisco Javier Prado Aránguiz, SS.CC. † (16 aprile 1993 - 23 aprile 2004 ritirato)
- Alejandro Goić Karmelić (23 aprile 2004 - 28 giugno 2018 ritirato)
  - Sede vacante (2018-2021)[3]
- Guillermo Patricio Vera Soto, dall'8 giugno 2021

## Statistiche
La diocesi nel 2022 su una popolazione di 936.378 persone contava 709.224 battezzati, corrispondenti al 75,7% del totale.
| anno | popolazione | popolazione | popolazione | presbiteri | presbiteri | presbiteri | presbiteri                | diaconi | religiosi | religiosi | parrocchie |
| anno | battezzati  | totale      | %           | numero     | secolari   | regolari   | battezzati per presbitero | diaconi | uomini    | donne     | parrocchie |
| ---- | ----------- | ----------- | ----------- | ---------- | ---------- | ---------- | ------------------------- | ------- | --------- | --------- | ---------- |
| 1949 | 280.000     | 310.000     | 90,3        | 95         | 47         | 48         | 2.947                     |         | 78        | 122       | 44         |
| 1966 | 464.789     | 502.861     | 92,4        | 142        | 61         | 81         | 3.273                     |         | 118       | 168       | 51         |
| 1968 | 438.738     | 499.382     | 87,9        | 125        | 50         | 75         | 3.509                     | 1       | 110       | 200       | 48         |
| 1976 | 419.724     | 475.386     | 88,3        | 84         | 39         | 45         | 4.996                     | 4       | 75        | 171       | 57         |
| 1980 | 488.500     | 547.000     | 89,3        | 85         | 42         | 43         | 5.747                     | 3       | 69        | 128       | 58         |
| 1990 | 538.000     | 646.000     | 83,3        | 102        | 48         | 54         | 5.274                     | 5       | 80        | 164       | 58         |
| 1999 | 582.000     | 710.000     | 82,0        | 118        | 62         | 56         | 4.932                     | 12      | 81        | 164       | 60         |
| 2000 | 567.772     | 696.369     | 81,5        | 121        | 65         | 56         | 4.692                     | 13      | 81        | 164       | 60         |
| 2001 | 581.736     | 714.000     | 81,5        | 118        | 62         | 56         | 4.929                     | 12      | 86        | 140       | 62         |
| 2002 | 597.189     | 728.280     | 82,0        | 117        | 61         | 56         | 5.104                     | 12      | 86        | 140       | 63         |
| 2003 | 610.652     | 772.000     | 79,1        | 119        | 63         | 56         | 5.131                     | 39      | 87        | 140       | 62         |
| 2004 | 624.501     | 780.627     | 80,0        | 127        | 74         | 53         | 4.917                     | 39      | 83        | 114       | 63         |
| 2014 | 724.000     | 901.000     | 80,4        | 116        | 71         | 45         | 6.241                     | 54      | 63        | 131       | 65         |
| 2017 | 747.090     | 929.260     | 80,4        | 109        | 69         | 40         | 6.854                     | 62      | 56        | 114       | 66         |
| 2020 | 699.568     | 909.817     | 76,9        | 102        | 60         | 42         | 6.858                     | 64      | 51        | 105       | 67         |
| 2022 | 709.224     | 936.378     | 75,7        | 102        | 63         | 39         | 6.953                     | 69      | 49        | 83        | 67         |